# Изопага
Изопага (грч. isos - једнак и грч. pagos - лед) је линија која на карти спаја тачке са истим износом трајања леденог покривача на површини водених басена.